# 奈良美也子
奈良 美也子（なら みやこ、本名：和田 鐵子〈わだ てつこ〉、1907年（明治40年）1月1日 - 2000年（平成12年）12月13日）は、日本の舞台女優。宝塚少女歌劇団（現・宝塚歌劇団）元花組主演男役クラス・元花組組長である。石川県金沢市出身。愛称はワァさん、わーちゃん。

芸名は小倉百人一首の第61番：伊勢大輔の
から名付けられた。
宝塚少女歌劇団退団後は師匠である花柳禄寿の養女になり、花柳禄也として歌劇団生徒を指導し、また、日本舞踊家としても活動した。

## 略歴
1919年、天王寺第一尋常小学校（現・大阪市立天王寺小学校）卒業後に、宝塚歌劇団9期生として、宝塚音楽歌劇学校（現在の宝塚音楽学校）に入学して、宝塚少女歌劇団（現在の宝塚歌劇団）に入団。当時は学校と劇団が分離しておらず「入学=入団」であった。
1920年3月、第25回公演『毒の花園』で初舞台を踏む。
1931年、花組組長就任。
1936年、花組組長退任。
1939年5月31日、宝塚少女歌劇団退団。
2000年12月13日、逝去。享年93。
2014年、宝塚歌劇団創立100周年記念で設立された『宝塚歌劇の殿堂』の最初の100人のひとりとして殿堂入り。

## 宝塚少女歌劇団時代の主な出演
- 『毒の花園』（1920年3月20日 - 5月20日、宝塚新歌劇場(公會堂劇場)）
- 『結婚嫌ひ』『犬の停車場』（1921年7月20日 - 8月31日、宝塚新歌劇場(公會堂劇場)）
- 『魔法の人形』（花組）（1922年2月1日 - 2月25日、宝塚新歌劇場(公會堂劇場)）
- 『僧房を焼いて』（花組）（1922年5月1日 - 5月31日、宝塚新歌劇場(公會堂劇場)）
- 『竈姫』（花組）（1922年11月1日 - 12月1日、宝塚新歌劇場(公會堂劇場)）
- 『すくなびこな』『アミナの死』（花組）（1923年4月11日 - 5月10日、宝塚新歌劇場(中劇場)）
- 『楊貴妃』（花組）（1923年9月25日 - 10月24日、宝塚新歌劇場(中劇場)）
- 『古栁の嘆き』（花組）（1924年1月1日 - 1月31日、宝塚新歌劇場(中劇場)）
- 『昔噺帝釋天』『中山寺緣起』『學生通辯』（花組）（1924年5月1日 - 5月21日、宝塚新歌劇場(中劇場)）
- 『身替音頭』 （月・花組）（1924年7月19日 - 9月2日、宝塚大劇場）
- 『貴妃醉酒』『阿含焔』『現代教育』（花組）（1925年2月1日 - 2月28日、中劇場）
- 『ジャックと豆の木』『陰雨』『かいまみ少將』（花組）（1925年6月1日 - 6月30日、宝塚大劇場）
- 『サンドミンゴの哀話』『白張の局』『結婚媒介業』（花組）（1925年9月1日 - 9月30日、宝塚大劇場）
- 『牛曳婿』（花組）（1926年3月1日 - 3月31日、宝塚大劇場）
- 『三人片輪』『美粧倶楽部』（花組）（1926年5月1日 - 5月31日、宝塚大劇場）
- 『セビラの理髪師』（花組）（1926年9月1日 - 9月30日、宝塚大劇場）
- 『死の舞踏』『これは不思議』『小萩塚物語』（花組）（1926年12月1日 - 12月19日、中劇場）
- 『篁詫状文』『慈光』『曽我兄弟』（花組）（1927年3月1 - 3月31日、宝塚大劇場）
- 『モン・パリ』（花組）（1927年9月1日 - 9月30日、宝塚大劇場）
- 『夜討』『丑満時』（花組）（1927年12月1日 - 12月28日、中劇場）
- 『嫁違ひ』『北野緣起』『イタリヤーナ』（花組）（1928年2月1日 - 2月29日、宝塚大劇場）
- 『桐一と本檢校』『春のをどり』（花組）（1928年5月1日 - 5月31日、宝塚大劇場）
- 『祗王祗女』（花組）（1928年8月1日 - 8月31日、宝塚大劇場）
- 『ユーディット』（花組）（1928年11月1日 - 11月30日、宝塚大劇場）
- 『耳無釜』『壽式三番』『紐育行進曲』（花組）（1929年1月1日 - 1月31日、宝塚大劇場）
- 『節約結婚』『繪踏』（花組）（1929年4月1日 - 4月30日、宝塚大劇場）
- 『江差追分・黒髪・寶塚の印象』『加茂詣』（花組）（1929年7月1日 - 7月31日、宝塚大劇場）
- 『光』（雪組）（1929年11月1日 - 11月30日、宝塚大劇場）
- 『勧進帳』『ブロードウェイ』（花組）（1930年1月1日 - 1月31日、宝塚大劇場）
- 『瓜盗人』『リナルドの幽霊』（花組）（1930年4月1日 - 4月30日、宝塚大劇場）
- 『傳家の寶剣』『井筒姫』（花組）（1930年7月1日 - 7月31日、宝塚大劇場）
- 『パリゼット』（花組）（1930年10月1日 - 10月31日、宝塚大劇場）
- 『春日藤縁起』（花組）（1931年6月1日 - 6月30日、宝塚大劇場）
- 『鳥羽僧正』『ローズ・パリ』（花組）（1931年9月1日 - 9月30日、宝塚大劇場）
- 『古波陀乙女』『蕎麦屋高尾』（花組）（1931年12月1日 - 12月28日、中劇場）
- 『航海御用心』『地蔵山伏』『忠臣蔵』（花組）（1932年3月1日 - 3月31日、宝塚大劇場）
- 『七夕船』『パリゼット』（花組）（1932年6月1日 - 6月30日、宝塚大劇場）
- 『鑪秋廣』（花組）（1932年9月1日 - 9月30日、宝塚大劇場）
- 『蝦夷の義経』『巴里ニューヨーク』（花組）（1933年1月1日 - 1月31日、宝塚大劇場）
- 『中麿の妻』『火吹竹参内』（花組）（1933年4月1日 - 4月30日、宝塚大劇場）
- 『金岡』『鐘ヶ淵』（花組）（1933年9月1日 - 9月30日、宝塚大劇場）
- 『安土物語』（花組）（1934年1月1日 - 1月16日、中劇場）
- 『るぱど・きりしたん』『太平洋行進曲』『トウランドット姫』- カラフ 役（花組）（1934年5月1日 - 5月31日、宝塚大劇場）
- 『猫』（花組）（1934年10月1日 - 10月31日、宝塚大劇場）
- 『六條河原』『四人姉妹』（花組）（1934年11月3日 - 11月18日、中劇場）
- 『起居舞』（花組）（1935年3月1日 - 3月31日、中劇場）
- 『夜鶴双紙」『アメリカン・ラプソディ』『身替り聟』『明け行く太平洋』（花組）（1935年5月1日 - 5月31日、宝塚大劇場）
- 『霊泉』『番傘お練り』（花組）（1935年9月1日 - 9月24日、宝塚大劇場）
- 『廣瀬中佐』『天狗舞』（花組）（1936年1月1日 - 1月31日、宝塚大劇場）
- 『雨月物語』『竈姫』（花組）（1936年2月1日 - 2月29日、中劇場）
- 『鷹嶺拾遺』（花組）（1936年5月1日 - 5月31日、宝塚大劇場）
- 『寶塚歌舞伎双紙』（花組）（1936年9月1日 - 9月25日、宝塚大劇場）
- 『南蠻繪皿』『コヴァチ大尉』（花組）（1936年10月8日 - 10月28日、中劇場）
- 『プリマ・ドンナ』『寶塚をどり暦』（花組）（1937年2月1日 - 2月28日、宝塚大劇場）
- 『古波陀乙女』『シャンソン・ド・パリ』『チョコレート中尉』（花組）（1937年3月7日 - 3月21日、中劇場）
- 『南蠻寺記』（花組）（1937年7月10日 - 7月25日、中劇場）
- 『空海』（花組）（1938年4月1日 - 4月30日、宝塚大劇場）